# 문서 제출의 요청
문서 제출의 요청(Request for Production of Document)은 당사자는 문서 등의 제출을 요구하거나 그 문서 등을 검사하고 사본을 획득하거나， 유형의 물건을 검사， 복제， 시험 및 샘플을 추출하는 것을 허용하여 줄 것을 상대방 당사자에게 요청하는 미국 민사소송법상 제도이다. 

## 해당문서
서면， 도면， 그래프，차트， 사진， 음성기록장치 그리고 이용자가 필요하면 어떠한 장치를 이용하여 정보를 얻을 수 있고 합리적으로 이용할 수 있는 형태로 번역하여 낼 수 있는 전자기록 (data compilations) 으로서 정보를 기록한 것은 어느 것이든 모두 해당된다. 예를 들면 이 메일 서신이 컴퓨터에서 삭제되었지만 하드 디스크에서 복구가 가능하다면 이것도 포함한다.

## 참고 문헌
- 강일원， 미연방 민사소송절차에 있어 DISCOVERY 제도， 오당 박우동 선생화갑기념 민사재판의 제문제， 제 8권， 민사실무연구회， 1994.
- 송완근， 문서제출명령에 대한 고찰과 증거개시제도， 전남대학교 석사학위논문 2004.
- 김상수， 증거개시제도 (Discovery) 란 무엇인가?， 시민과 변호사， 서울지방변호사회， 2004년 3 월호.